# Campionati europei di atletica leggera 1978 - Marcia 50 km
La gara della marcia 50 km maschile si è tenuta il 2 settembre.

## Classifica finale
| Pos | Nome                | Nazione          | Tempo     | Note |
| --- | ------------------- | ---------------- | --------- | ---- |
| 1   | Jorge Llopart       | Spagna           | 3:53:29.9 | CR   |
| 2   | Venyamin Soldatenko | Unione Sovietica | 3:55:12.1 |      |
| 3   | Jan Ornoch          | Polonia          | 3:55:15.9 |      |
| 4   | Otto Barch          | Unione Sovietica | 3:57:23.7 |      |
| 5   | Viktor Dorovskiy    | Unione Sovietica | 3:57:26.7 |      |
| 6   | Vittorio Visini     | Italia           | 3:57:42.8 |      |
| 7   | Alessandro Bellucci | Italia           | 3:58:25.9 |      |
| 8   | Olaf Pilarski       | Germania Est     | 4:00:03.8 |      |
| 9   | Mathias Kroel       | Germania Est     | 4:00:11.9 |      |
| 10  | Mario Kreber        | Germania Est     | 4:01:03.7 |      |
| 11  | Bengt Simonsen      | Svezia           | 4:03:34.6 |      |
| 12  | Gerhard Weidner     | Germania Ovest   | 4:04:01.9 |      |
| 13  | Hans Binder         | Germania Ovest   | 4:04:12.4 |      |
| 14  | Ján Dzurňák         | Cecoslovacchia   | 4:04:40.0 |      |
| 15  | Paolo Grecucci      | Italia           | 4:05:46.8 |      |
| 16  | Ladislav Vitéz      | Cecoslovacchia   | 4:07:55.8 |      |
| 17  | Lennart Lundgren    | Svezia           | 4:09:54.7 |      |
| 18  | Dominique Guebey    | Francia          | 4:09:57.0 |      |
| 19  | László Sátor        | Ungheria         | 4:10:22.4 |      |
| 20  | Stig-Olaf Elofsson  | Svezia           | 4:12:39.1 |      |
| 21  | Seppo Immonen       | Finlandia        | 4:16:52.5 |      |
| 22  | Cornel Patusinschi  | Romania          | 4:23:26.9 |      |
| 23  | Ian Richards        | Regno Unito      | 4:27:09.3 |      |
|     | David Cotton        | Regno Unito      | DNF       |      |
|     | Lars Ove Moen       | Norvegia         | DNF       |      |
|     | Gérard Lelièvre     | Francia          | DNF       |      |
|     | Lucien Faber        | Lussemburgo      | DNF       |      |
|     | José Marín          | Spagna           | DNF       |      |
|     | Agustín Jorba       | Spagna           | DNF       |      |
|     | Reima Salonen       | Finlandia        | DNF       |      |
|     | Bogusław Kmiecik    | Polonia          | DNF       |      |
|     | Erling Andersen     | Norvegia         | DNF       |      |
|     | Jaromír Vaňous      | Cecoslovacchia   | DNF       |      |
|     | Bohdan Bułakowski   | Polonia          | DNF       |      |
|     | Heinrich Schubert   | Germania Ovest   | DQ        |      |
|     | Yancho Kamenov      | Bulgaria         | DQ        |      |